# Karel Dunovský
Karel Dunovský (5. května 1878 Plzeň – 14. září 1960 Řevnice) byl rakousko-uherský, český a československý státní úředník a politik, koncem první republiky krátce ministr pošt a telegrafů.

## Biografie
Vystudoval gymnázium v Plzni a Právnickou fakultu Univerzity Karlovy. Nastoupil potom na pražské poštovní ředitelství. V období let 1914-1918 pracoval na ministerstvu obchodu ve Vídni. Po vzniku ČSR byl zaměstnancem Ministerstva pošt a telegrafů v Praze. V letech 1935-1939 zastával funkci generálního ředitele pošt a telegrafů. K roku 1938 se uvádí jako přednosta odboru na ministerstvu.
Od 22. září 1938 zastával funkci ministra pošt a telegrafů v první vládě Jana Syrového. Na postu setrval do 4. října 1938.